# Федорченко, Сергей Владимирович
Серге́й Влади́мирович Федо́рченко (род. 18 сентября 1974 года) — Заслуженный мастер спорта Республики Казахстан (гимнастика), чемпион мира в опорном прыжке.

## Карьера
На чемпионате 1996 года он был четвёртым в вольных упражнениях и опорном прыжке, а также 6-м — на перекладине.
1997 год был годом наивысшего триумфа Сергея Федорченко. Он стал чемпионом мира в опорном прыжке, шестым — на перекладине и восьмым — в вольных упражнениях. А в 1998 году выиграл Игры доброй воли и завоевал бронзу в финале Кубка мира на перекладине и в опорном прыжке.
Участник двух Олимпиад: 1996 года в Атланте и 2000 года в Сиднее. Лучшим результатом было 5-е место на Олимпиаде-2000 в опорном прыжке.
Сергей Федорченко вписал своё имя в мировую спортивную гимнастику. Элементами Федорченко называют два элемента — на ковре и перекладине. Он первым исполнил круги двумя ногами с переходом в шпагат на вольных упражнениях. Также его изобретением был сложнейший элемент и на перекладине — соскок: двойное сальто прогнувшись с поворотом на 1080 градусов.